# Inge Ivarson
Inge Johannes Ivarson, född 2 november 1917 i Borås,  död 22 juni 2015 i Hedvig Eleonora församling i Stockholm, var en svensk manusförfattare och filmproducent.
Han var gift med skådespelaren Mona Månsson. De är begravda på Norra begravningsplatsen utanför Stockholm.

## Filmografi
Manus
- 1970 – Skräcken har 1000 ögon

Producent (urval)
- 1947 – Jag älskar dig, Karlsson!
- 1947 – Pappa sökes
- 1947 – Tösen från Stormyrtorpet
- 1948 – Flottans kavaljerer
- 1948 – En svensk tiger
- 1949 – Gatan
- 1950 – Två trappor över gården
- 1961 – Hällebäcks gård
- 1963 – Tre dar i buren
- 1964 – Blåjackor
- 1965 – Här kommer bärsärkarna
- 1965 – Morianerna
- 1965 – Pang i bygget
- 1966 – Trettio pinnar muck
- 1966 – Träfracken
- 1969 – Eva - den utstötta
- 1969 – Ur kärlekens språk
- 1970 – Som hon bäddar får han ligga
- 1970 – Mera ur Kärlekens språk
- 1971 – Lockfågeln
- 1971 – Kärlekens XYZ
- 1972 – Firmafesten
- 1972 – Kärlek - så gör vi. Brev till Inge och Sten
- 1973 – Bröllopet
- 1973 – Smutsiga fingrar
- 1973 – Stenansiktet
- 1974 – Flossie
- 1974 – Porr i skandalskolan
- 1974 – Vita nejlikan eller Den barmhärtige sybariten
- 1975 – Champagnegalopp
- 1975 – Justine och Juliette
- 1976 – Bel Ami
- 1977 – Ta mej i dalen
- 2004 – Kärlekens språk

Produktionschef
- 1949 – Svenske ryttaren
- 1977 – Molly - familjeflickan

Produktionsledare
- 1947 – Jag älskar dig, Karlsson!
- 1948 – Flottans kavaljerer
- 1949 – Lång-Lasse i Delsbo
- 1955 – Friarannonsen
- 1955 – Karusellen i fjällen
- 1965 – Tre dar på luffen
- 1970 – Kyrkoherden